# Res Donna Roma
La Res Donna Roma, anche nota come Donna Roma, è una società di calcio femminile con sede nella città di Roma. Milita in Serie B, la seconda serie del campionato italiano.
Ha partecipato al campionato di Serie A, massima serie del campionato italiano, per cinque stagioni consecutive dalla 2013-2014 alla 2017-2018. Il 15 giugno 2018 venne annunciata dalla FIGC la cessione del titolo sportivo della società all'A.S. Roma. Dopo essere stata rifondata e iscritta al campionato di Eccellenza, è subito risalita in Serie C e poi in Serie B.

## Storia
La Res Roma VIII nasce nel 2003 come "Res Blu 92 S.r.l." con presidente Alessandro Carvaruso. Nella prima stagione la squadra vince la Coppa Lazio. Nella stagione 2004-2005 la società si trasferisce a Marino e ottiene il secondo posto nel campionato regionale di Serie C a 16 squadre. Nella successiva stagione la carica di presidente viene affidata ad Ambretta Croce, la Società torna a giocare a Roma e cambia denominazione in Res Roma, acquisendo anche simboli e colori sociali della Capitale d'Italia, aggiudicandosi la sua seconda Coppa Lazio, vincendo la Coppa delle Regioni e conquistando la Coppa Italia di Serie C. Nella stagione 2006-2007 vince il campionato ed è promossa in Serie B.
L'anno successivo è il primo nel campionato nazionale di serie B e la squadra ottiene il quarto posto confermato nella stagione 2008-2009 e il quinto posto nella stagione seguente. Nel 2010-2011 ottiene il secondo posto che frutta la promozione al campionato nazionale di Serie A2. La stagione 2011-2012, primo anno in A2, vede la squadra classificarsi al secondo posto e mancare la promozione al campionato nazionale di serie A, per la sconfitta maturata ai rigori, nei play-off contro il Siena. Alla fine della stagione 2012-2013 viene promossa in Serie A. Nel corso della stagione 2013-2014 la Res Roma si classifica al nono posto ed è salva senza disputare i play-out, avendo accumulato un vantaggio di dieci punti sul dodicesimo posto. Nella stagione 2014-2015 il presidente Carlo Biasotto passa la presidenza della società a Diana Stefani. La squadra raggiunge il 7º posto ed è nuovamente salva senza disputare i play-out, avendo accumulato un vantaggio di oltre dieci punti sul decimo posto. Nella stessa stagione arriva il primo riconoscimento nazionale per il settore giovanile, che vince il Campionato Primavera. La stagione 2015-2016 si apre con un nuovo cambio al vertice della società, con l'avvocato Daniela De Cupis che rileva Stefani alla presidenza e la squadra ottiene il settimo posto conservando così la presenza nella massima serie e vince per la seconda volta consecutiva il campionato Primavera. Nella successiva stagione 2016-2017 avvicendamento alla presidenza della squadra: Nicola Franco succede alla De Cupis e le ragazze della Res Roma ottengono una storico quinto posto finale, sfiorando di poco il podio, e ottenendo con largo anticipo la quarta permanenza consecutiva in Serie A. Nella stessa stagione vince per la terza volta il campionato Primavera, stabilendo così un record, in quanto nessuna formazione di questa categoria aveva mai ottenuto tre titoli primavera consecutivi.
Il 15 giugno 2018 il commissario straordinario della FIGC Roberto Fabbricini ha deliberato, in accoglimento dell’istanza congiunta, di attribuire il titolo sportivo della S.S.D. Res Roma all'A.S. Roma che partecipa così, dalla stagione 2018-2019, al campionato di Serie A.
Poche settimane dopo la cessione del titolo sportivo la società è stata rifondata come ASD Res Women e iscritto al campionato laziale di Eccellenza. La squadra, allenata da Stefano Fiorucci, ha vinto il campionato, venendo così promossa in Serie C. La prima stagione in terza serie è stata caratterizzata dalla sospensione dei campionati a causa delle restrizioni legate alla pandemia di COVID-19, mentre nella stagione 2020-21 la squadra ha concluso al terzo posto il girone D.
Con l'avvio della stagione 2021-22 il titolo sportivo dell'ASD Res Women è stato acquisito dalla SSD Res Roma VIII, supportata da Linkem, operatore italiano di telecomunicazioni, come sponsor principale. Oltre al progetto sportivo, Linkem ha sostenuto lo sviluppo del campo sportivo presso Tor Bella Monaca, rinominato Linkem Arena. La guida tecnica della squadra è stata affidata a Marco Galletti e il campionato di Serie C è stato concluso al quarto posto nel girone C. Nella stagione 2022-23 la squadra ha subito raggiunto la prima posizione del girone C di Serie C e l'ha mantenuta fino alla fine del torneo, con 27 vittorie su 30 partite, realizzando 100 reti e subendone 17. Nella stessa stagione ha anche raggiunto la finale della Coppa Italia Serie C, perdendo, però, contro il Venezia.
Alla vigilia della stagione 2025-2026, a seguito di un avvicendamento societario, la società cambia denominazione in Res Donna Roma.

## Colori e simboli
I simboli della società sono il gladiatore e la lupa capitolina.

## Società

### Organigramma societario
- Francesco Sortino - Presidente
- Fabio Lommi  - Direzione sportiva - Club manager
- Roberto Fagotti - Direzione sportiva - Responsabile comunicazione & media
- Stefano Fiorucci - Responsabile scuola calcio

## Allenatori e presidenti
| Allenatori - 2003-2018 Fabio Melillo - 2018-2020 Stefano Fiorucci - 2020-2021 Roberto Amore - 2021- Marco Galletti | Presidenti - 2003-2005 Alessandro Carvaruso - 2005-nov. 2012 Ambretta Croce - dic. 2012-giu. 2014 Carlo Biasotto - lug. 2014-giu. 2015 Diana Stefani - lug. 2015-giu. 2016 Daniela De Cupis - lug. 2016-2018 Nicola Franco - 2018-2021 Luigi Raffaele Morelli - 2021- Francesco Sortino |

## Calciatrici
- 2003-2008  Federica Manca
- 2008-  Vanessa Nagni

## Palmarès

### Competizioni giovanili
- Campionato Primavera: 3

2014-2015, 2015-2016, 2016-2017
- Campionato Regionale Giovanissime Elite: 3

2013-2014, 2014-2015, 2015-2016
- Torneo Giovanile Arco di Trento - Trofeo Beppe Viola: 1

2016-2017

### Altre competizioni
- Campionato italiano di Serie A2: 1

2012-2013
- Campionato italiano di Serie B: 1

2010-2011
- Campionato italiano di Serie C: 1

2022-2023
- Campionato di Serie C regionale: 1

2006-2007
- Coppa Italia Serie C Lazio: 1

2005-2006
- Coppa delle Regioni: 1

2005-2006
- Coppa Lazio: 2

2003-2004, 2005-2006

## Statistiche e record
Nel campionato regionale di Serie C 2006-2007 la squadra non fu mai sconfitta riportando tutte vittorie ed un solo pareggio. Nel campionato nazionale di Serie A2 2012-2013 ottenne lo stesso record risultando anche come miglior difesa di tutti i campionati femminili nazionali con solo 3 reti subite.

### Partecipazione ai campionati
| Livello | Categoria         | Partecipazioni | Debutto   | Ultima stagione | Totale |
| ------- | ----------------- | -------------- | --------- | --------------- | ------ |
| 1º      | Serie A           | 5              | 2013-2014 | 2017-2018       | 5      |
| 2º      | Serie A2          | 2              | 2011-2012 | 2012-2013       | 3      |
| 2º      | Serie B           | 1              | 2023-2024 | 2023-2024       | 3      |
| 3º      | Serie B           | 4              | 2007-2008 | 2010-2011       | 8      |
| 3º      | Serie C           | 4              | 2019-2020 | 2022-2023       | 8      |
| 4º      | Serie C regionale | 4              | 2003-2004 | 2006-2007       | 5      |
| 4º      | Eccellenza        | 1              | 2018-2019 | 2018-2019       | 5      |